# ميلاني إدواردز
ميلاني إدواردز (بالإنجليزية: Melanie Edwards)‏ هي لاعبة كرة قدم نيوزيلندية، ولدت في 4 يناير 1973. شاركت مع منتخب نيوزيلندا لكرة القدم للسيدات.

## وصلات خارجية
- ميلاني إدواردز على موقع الاتحاد الدولي (مؤرشف)  (الإنجليزية)
- ميلاني إدواردز على موقع قاعدة بيانات كرة القدم.إي يو (الإنجليزية)